# Skatin' Away on Heavy Horses
Skatin' Away on Heavy Horses es un álbum pirata (bootleg) lanzado en 2001 del grupo de rock progresivo Jethro Tull que recoge dos actuaciones de la banda en Filadelfia, una en 1980 y otra en 1987. Es el mismo álbum que Back in USA (2003).